# Schweizer Typografie

Helvetica ist eine der berühmtesten Schriftarten der Schweizer Typografie

Die Schweizer Typografie ist die auf der Neuen Typografie aufbauende Gestaltungsrichtung der Typografie seit etwa 1955. Kennzeichnend für diese Richtung sind Gestaltungsraster, asymmetrische sachliche Darstellung, Groteskschriften in wenigen Schriftgraden, extreme Weissräume und der Verzicht auf Schmuckelemente.
Das Schweizer Grafikdesign- und Typografieschaffen entwickelte sich im 20. Jahrhundert. Es wurde in formellen und informellen Lernprozessen von Generation zu Generation weitergegeben, auch im Rahmen der dualen Berufsbildung. Das Schweizer Grafikdesign- und Typografieschaffen ist zwar im Ausland anerkannt und geschätzt, in der Schweiz selber wird es jedoch nur wenig gewürdigt. In seiner Entstehung wurde es durch äussere Einflüsse vom Bauhaus bis hin zum russischen Konstruktivismus geprägt. In der Schweiz fanden diese Bewegungen einen günstigen Nährboden und entwickelten sich zu einer eigenen Sparte weiter, jener der visuellen Kommunikation. Seit dem Aufschwung des «Swiss international style» sind die in der Schweiz ausgebildeten Grafikdesigner und Typografen sowohl auf nationaler wie auch internationaler Ebene aktiv. In der Schweiz ist ihr formaler und kultureller Einfluss gut sichtbar durch die verschiedenen Erzeugnisse, die den Bezug zur Information und zur Umwelt bestimmen (Banknoten, Verkehrsschilder, Reisepässe, Verlagswelt, Beschilderung der SBB usw.). Die grosse Bedeutung des schweizerischen Schaffens ist auch spürbar bei den für ihre Leserlichkeit und optische Harmonie bekannten Schriftarten wie der 1957 von Max Miedinger entworfenen Helvetica.
Bekannte Typografen, die den Schweizer Stil geprägt haben, sind Max Bill, Adrian Frutiger, Karl Gerstner, Walter Haettenschweiler, Armin Hofmann, Hans Eduard Meier, Max Miedinger, Josef Müller-Brockmann, Bruno Pfäffli, Emil Ruder, Helmut Schmid und Anton Stankowski. Auch in der Ausbildung zum Schriftsetzer an der Zürcher Kunstgewerbeschule wurde dieser Stil in den 1950er- und 1960er-Jahren noch gelehrt. Die Typografischen Monatsblätter waren das publizistische Austauschorgan der typografischen Bewegung in der Schweiz.